# Ella Johnson
Ella Mae Johnson (Darlington, 22 juni 1919 - New York, 16 februari 2004) was een Amerikaanse jazz- en rhythm & blues-zangeres.
Ze was de zuster van de pianist en bandleider Buddy Johnson en zong in zijn populaire band in de Savoy Ballroom in New York, waar ze wel vergeleken werd met Ella Fitzgerald en Billie Holiday. In 1940 had ze haar eerste hit met Please Mr. Johnson, hierbij begeleid door de band van haar broer. Daarna volgden de succesvolle singles Did You See Jackie Robinson Hit That Ball?, When My Man Comes Home en Hittin' On Me. Haar opname van Buddy Johnsons Since I Fell For You leidde ertoe, dat dit nummer een jazzstandard werd.
Ella Johnson trad tot in de jaren zestig met haar broer op, hoewel ze in de jaren vijftig een solocarrière probeerde op te bouwen. In 2004 overleed ze aan de gevolgen van alzheimer.
In 1992 kreeg ze van de Rhythm and Blues Foundation een Pioneer Award.

## Discografie
solo:
Swing Me, Mercury, 1956

## Externe klink
- Biografie op Allmusic

- Bibliothèque nationale de France: cb13945741p (data)
- Gemeinsame Normdatei: 134671945
- International Standard Name Identifier: 0000 0000 5518 5111
- Library of Congress Control Number: n83046951
- MusicBrainz: c951bc1a-72bc-4efe-a013-c1a8c5b9e76b
- Réseau des bibliothèques de Suisse occidentale: 02-A008856635
- SNAC: w6sj210n
- Système universitaire de documentation: 087888092
- Virtual International Authority File: 56801397
- WorldCat: E39PCjvXtgdTp9vpW4KKKYmdry